# Filofrosine (astronomia)
Filofrosine, o Giove LVIII, è un satellite naturale irregolare del pianeta Giove.

## Scoperta
È stato scoperto nel 2003 da una squadra di astronomi dell'Università delle Hawaii guidato da Scott S. Sheppard, ma considerato poi perduto.

## Denominazione
Al momento della scoperta gli fu assegnata la designazione provvisoria S/2003 J 15. Il satellite fu riscoperto nel 2017, e nel 2019 l'Unione Astronomica Internazionale (IAU) gli ha assegnato la denominazione ufficiale che fa riferimento a Filofrosine (Φιλοφροσύνη), nella mitologia greca figlia di Efesto e Aglaia, considerata personificazione della gentilezza, amicizia e benevolenza. Il nome fu scelto dopo un concorso pubblico lanciato su Twitter che riscosse molto successo.

## Parametri orbitali
Il satellite è caratterizzato da un movimento retrogrado, ed appartiene al gruppo di Pasifae, composto da satelliti retrogradi ed irregolari che orbitano attorno a Giove ad una distanza compresa fra 19,3 e 22,7 milioni di chilometri, con inclinazione orbitale comprese tra 150° e 155°.
Filofrosine ha un diametro di circa 2 km. Orbita attorno a Giove in 699.676 giorni, a una distanza media di 22,721 milioni di km, con un'inclinazione di 141,813° rispetto all'eclittica (141,776° rispetto al piano equatoriale di Giove), con un'eccentricità di 0,0932.